# Hl. Familie (Münchehof)

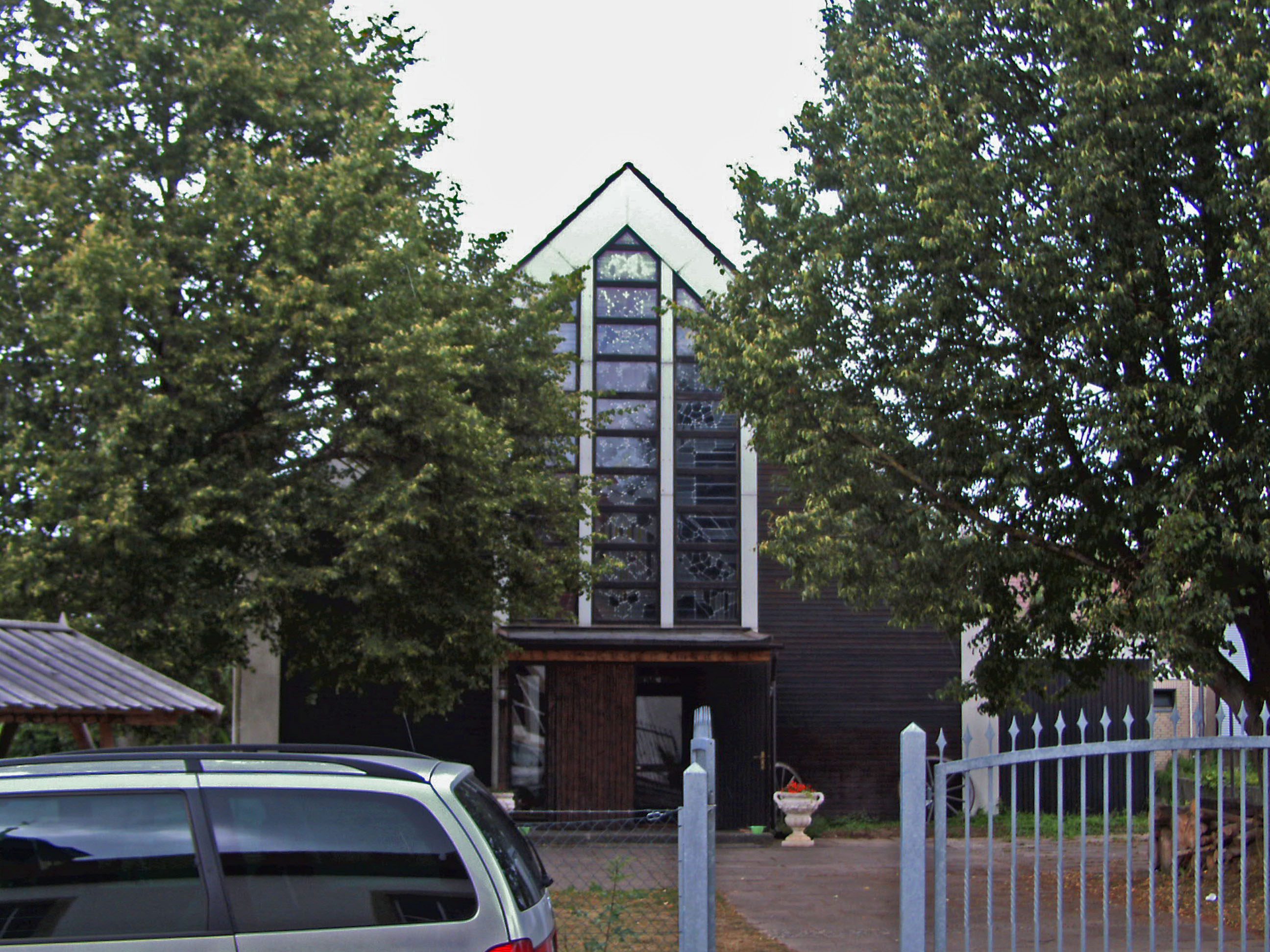
Ehemalige Kirche von Süden

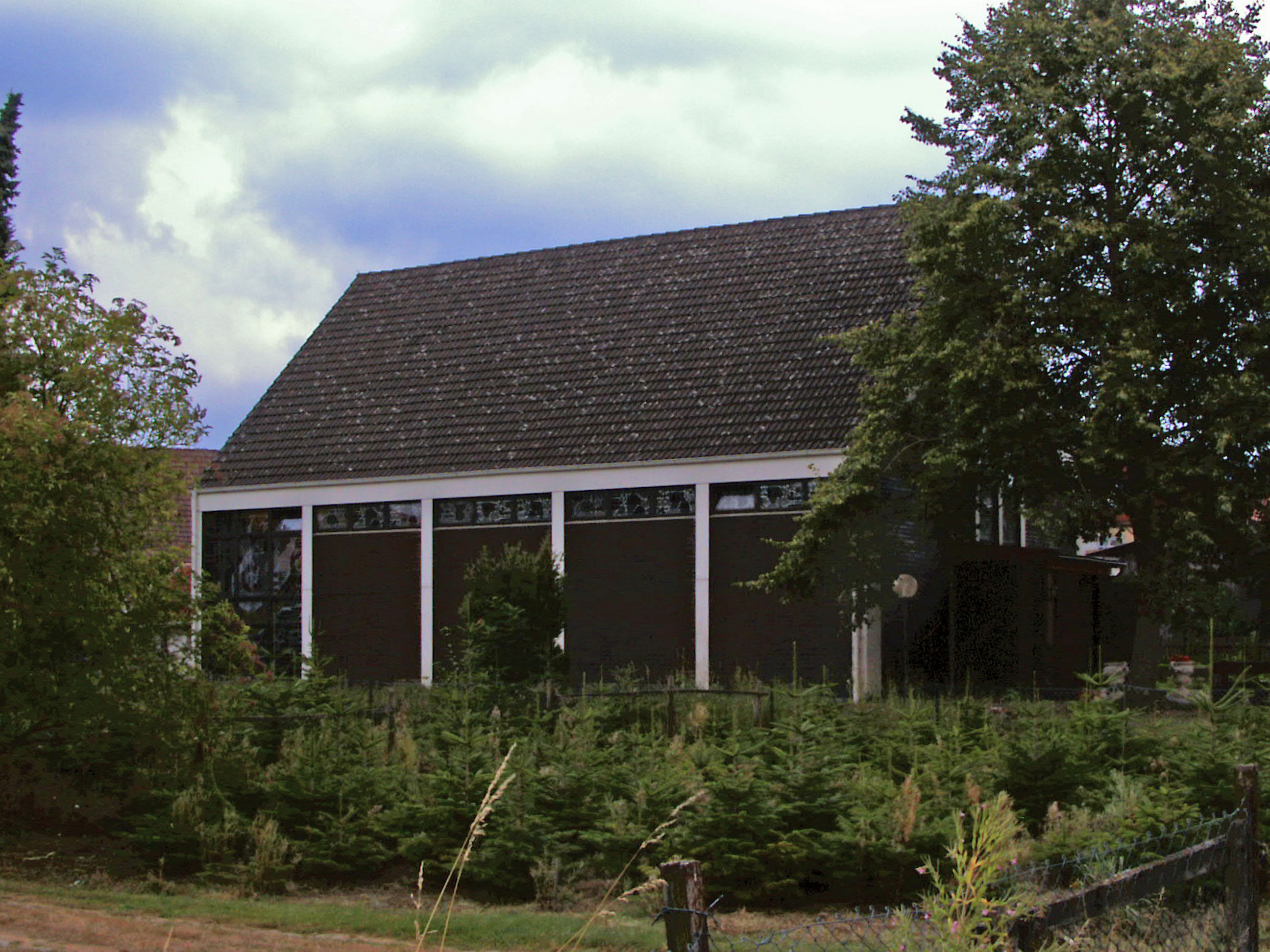
Ehemalige Kirche von Westen

Die Kirche Hl. Familie war die katholische Kirche in Münchehof, einem Ortsteil von Seesen im Landkreis Goslar in Niedersachsen. Zuletzt gehörte die Kirche zur Pfarrgemeinde Maria Königin mit Sitz in Seesen, sie war die südlichste Kirche im Dekanat Alfeld-Detfurth des Bistums Hildesheim. Die Kirche trug das Patrozinium Heilige Familie und befand sich gegenüber der evangelischen St.-Antonius-Kirche, an der Straße Unterdorf. Heute befindet sich die nächstgelegene katholische Kirche etwa vier Kilometer entfernt in Seesen.

## Geschichte
1975 wurde die Kirche erbaut.
Am 11. März 2007 erfolgte ihre Profanierung durch Bischof Norbert Trelle, und wenige Jahre später der Verkauf. Heute wird das ehemalige Kirchengebäude als „Villa Kuddelmuddel“ für öffentliche und private Veranstaltungen verschiedener Art vermietet.

## Architektur
Die Kirche wurde als turmlose Beton-Fertigteilkirche errichtet und befand sich in rund 210 Meter Höhe über dem Meeresspiegel. Ihr äußeres Erscheinungsbild hat sich seit der Profanierung kaum verändert. 2017 wurde ein Kruzifix der Kirche in der St.-Michael-Kirche in Bilderlahe wieder angebracht.
Von diesem Kirchentyp wurden, jedoch meist mit Glockenturm, im Bistum Hildesheim eine Reihe weiterer Kirchen erbaut, so 1969 in Altenwalde und Sudmerberg, 1970 in Dungelbeck, Meckelfeld und Poggenhagen, 1971 in Afferde, Hohegeiß, Luthe, Meine, Schwanewede und Winsen (Aller), 1972 in Gifhorn, Ronnenberg, Stederdorf und Wittingen, 1974 in Vorwerk, 1975 in Dransfeld und Rodenberg, und 1976 in Rhüden.